# Topinky

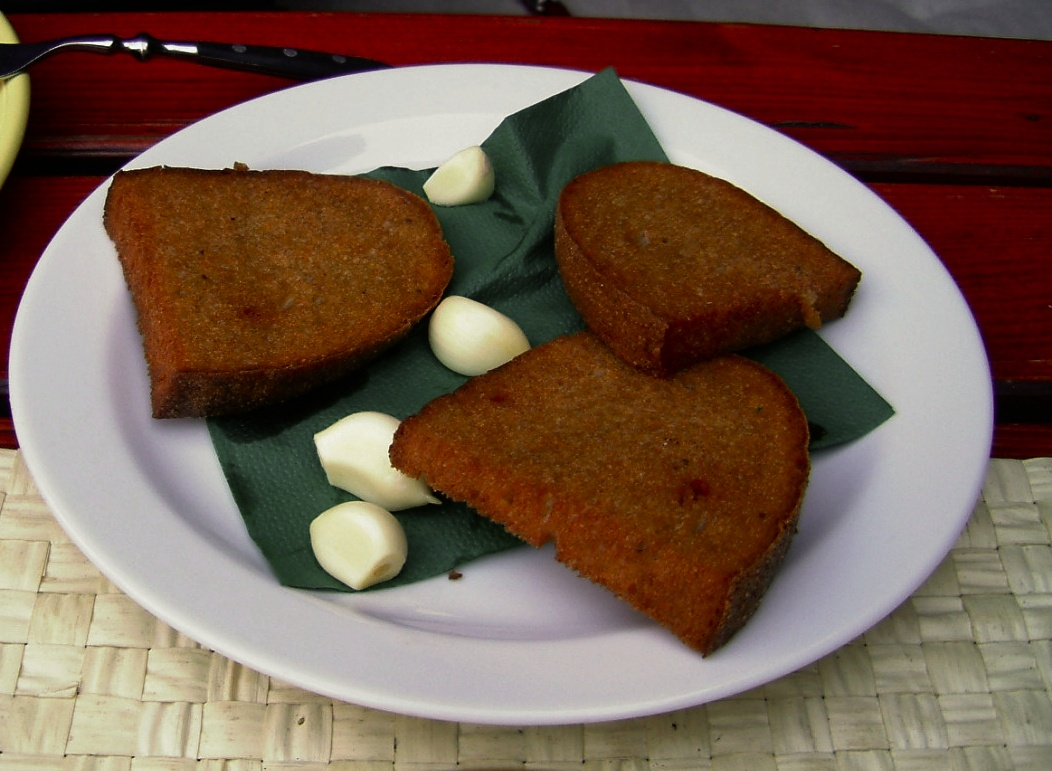
Topinky mit Knoblauchzehen

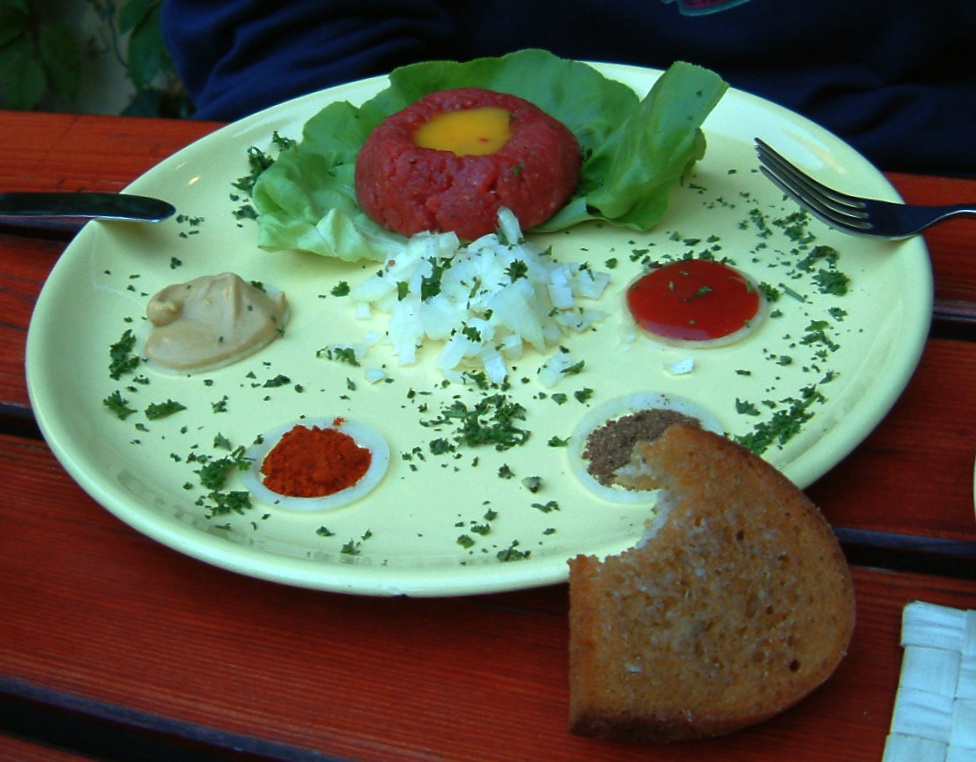
Topinky mit Beefsteak Tatar

Topinky ['tɔpɪŋkɪ] (Singular: topinka) (deutsch (böhmischer Dialekt): „gebähte Brotscheiben“) sind eine böhmische/tschechische Zwischenmahlzeit aus geröstetem und gewürztem Brot.
Ähnlich wie bei der italienischen Form der Bruschetta werden zur Zubereitung von Topinky landestypische Zutaten verwendet – meist altbackenes Graubrot. Die traditionell in Schweineschmalz angebratenen Brotscheiben werden beidseitig mit Knoblauch eingerieben. Bei Verzicht auf tierische Zutaten ist auch ein Anbraten in Pflanzenfett möglich. 
Topinky können ohne weitere Verfeinerungen verzehrt werden. In einigen Landesteilen werden sie mit gebratener Gänseleber bestrichen und z. T. mit alkoholischem Pflaumenmus bedeckt. Auch ist es üblich, die gerösteten Brotscheiben mit dem tschechischen Blauschimmelkäse Niva zu belegen und den Käse in einem Ofen auf dem Brot schmelzen zu lassen. Zu Beefsteak Tatar werden sie meist als Beilage gegessen. In der tschechischen Gastronomie werden Topinky als Snack, Vorspeise oder als Abendbrot angeboten. Gelegentlich werden die gerösteten Brotscheiben auch zu Suppen gereicht.
Eine weitere Variation ist das vorherige Einweichen der Brotscheiben in verquirltem und gewürztem Ei, ähnlich der Zubereitung der „Armen Ritter“.